# ステイスク
ステイスク（ロシア語: Сутейск）はキエフ・ルーシ西部のチェルヴェンの諸都市の1つである。ポーランド王国との国境に近接する主要都市の1つであった。現存しない。
ステイスクに関する最初の言及は1069年である。いくつかの史料からみて、ステイスクにおいて、キエフ大公ウラジーミル・モノマフとポーランド王国との間での和平条約が結ばれたとみなす説がある。
ステイスク城址は、ポーランド・ルブリン県のSąsiadka村付近にあり、遺構はおよそ3ヘクタールの3つの要塞的区画から成る。またデティネツの南東は堀と防壁で強化されている。居住地からは日用品、装飾品、武器、またヴォルィーニ公ダヴィドの名が刻まれた鉛の印章が出土している。